# 1駅だけ!道草さんぽ
『1駅だけ!道草さんぽ』（ひとえきだけ みちくささんぽ）は、2018年4月22日から10月14日までテレビ朝日系列『旅サンデー』で月1回放送されていたレギュラー企画。

## 概要
ゲスト出演者が1駅から出発し、目的地まで寄り道や買い物を楽しんだ上で歩く企画。2015年7月から12月まで同時間枠で放送されていた『さんぽサンデー』内の「ひと駅さんぽ」と同内容。「ひと駅さんぽ」同様、目的地の両隣りの駅からそれぞれ散歩を行い、途中でもう一方のゲストに対してお土産を買い、合流してからお土産交換をするという点で共通する。ただし、一駅間が長い地方路線も扱うようになったため、途中から路線バスや送迎の車で目的地に向かうケースが発生するようになった。

## 放送リスト
| 回 | 放送日         | 出演者                                                   | 出発地                                                   | 目的地                                                   |
| -- | -------------- | -------------------------------------------------------- | -------------------------------------------------------- | -------------------------------------------------------- |
| 1  | 2018年 4月22日 | かたせ梨乃 高島礼子                                      | 入生田駅                                                 | 箱根湯本駅                                               |
| 1  | 2018年 4月22日 | 髙嶋政宏 大久保佳代子（オアシズ）                        | 塔ノ沢駅                                                 | 箱根湯本駅                                               |
| 2  | 5月20日        | 浅野温子 的場浩司                                        | 京成高砂駅                                               | 柴又駅                                                   |
| 2  | 5月20日        | 中山秀征 浜口京子                                        | 京成金町駅                                               | 柴又駅                                                   |
| 3  | 6月24日        | 中村梅雀 田中美佐子                                      | 足利駅                                                   | あしかがフラワーパーク駅 （あしかがフラワーパーク）      |
| 3  | 6月24日        | かしまし娘 チャンカワイ（Wエンジン）                     | 佐野駅                                                   | あしかがフラワーパーク駅 （あしかがフラワーパーク）      |
| 4  | 7月22日        | 細川たかし 安田美沙子                                    | 木更津駅                                                 | 君津駅⇒マザー牧場                                        |
| 4  | 7月22日        | 大和田伸也 大和田美帆                                    | 青堀駅                                                   | 君津駅⇒マザー牧場                                        |
| 5  | 8月19日        | 第1回（箱根湯本駅周辺）の再編集版を放送（11:00 - 11:45） | 第1回（箱根湯本駅周辺）の再編集版を放送（11:00 - 11:45） | 第1回（箱根湯本駅周辺）の再編集版を放送（11:00 - 11:45） |
| 6  | 9月23日        | 第3回（あしかがフラワーパーク周辺）の再編集版を放送      | 第3回（あしかがフラワーパーク周辺）の再編集版を放送      | 第3回（あしかがフラワーパーク周辺）の再編集版を放送      |
| 7  | 10月14日       | 岩城滉一 結城アンナ                                      | 由比ヶ浜駅                                               | 長谷駅                                                   |
| 7  | 10月14日       | 山本耕史 八嶋智人                                        | 極楽寺駅                                                 | 長谷駅                                                   |

- 回数表示は『旅サンデー』としての通算回数表示ではなく、本企画のみの回数表示である。
- 第5回（2018年8月19日放送）は『ファミリープロレス!仮面ライダービルドもビックリの必殺技大集合SP』（新日本プロレスの特番、10:00 - 11:00）のため、11:00 - 11:45に短縮版として、第1回の箱根湯本駅周辺の旅の再編集版を放送。

## スタッフ
- ナレーター：小山茉美
- 構成：中野俊成、藤澤朋幸
- ロケ技術
  - カメラ：山本裕幸、松川翔
  - 音声：加瀬正敏、丹野基樹
- 編集：藤河優
- CG：永見康明
- MA：谷道建斗
- 音効：鈴木路子
- TK：中里優子（M&M）
- 編成：小鴨翔、篠宮康希
- 宣伝：池田佐和子
- 制作協力：テレビ朝日映像
- 制作スタッフ：笠井七海、岩城海星、太田優衣、金子瑞妃
- アシスタントプロデューサー：河野朋恵、元木千尋
- ディレクター：倉田敬之、松原広直、中島大輔
- プロデューサー：三浦靖雄、渡邉奈津子、三浦大輔、岩下英雅
- ゼネラルプロデューサー：本部純
- 制作著作：テレビ朝日